# Émile Dermenghem
Émile Dermenghem (geb. 3. Januar 1892 in Paris; gest. 15. März 1971 in Samois-sur-Seine) war ein französischer Journalist, Archivar und Bibliothekar. Er lebte lange Zeit in Nordafrika und war eine Zeit lang Direktor der Algerischen Bibliothek. Er hat sich intensiv mit den Schriften des Islam befasst.

## Leben und Werk
Dermeneghem studierte Historische Hilfswissenschaften an der École nationale des chartes, wo er 1913 mit einer Dissertation über Claude d’Annebault promoviert wurde. Nachdem er im Oktober 1913 seinen Militärdienst begonnen hatte, wurde er kurz darauf zurückgestellt. Vom Beginn des Ersten Weltkrieges 1914 bis September 1917 übernahm er dann in der Armee wiederum Hilfsdiensttätigkeiten. Anschließend war er dem Pressedienst des Außenministeriums als Mitarbeiter zugeteilt und widmete sich seither dem Journalismus und der Literatur. Er war Redakteur und Redaktionssekretär der Tageszeitung L’Information, bis die Zeitung 1938 eingestellt wurde. Nachher nahm er wiederum archivarische Tätigkeiten auf. 1938 wurde er zum Hilfsarchivar des Département Hautes-Alpes ernannt und versah diesen Posten bis 1942, als er zum Archivar und Bibliothekar der Regierung von Französisch-Algerien ernannt wurde. Diese Stelle versah er bis zu seiner Pensionierung 1962.
Seine wohl bekanntesten Werke sind sein in jüngeren Jahren verfasstes Buch über das Leben Mohammeds (La Vie de Mahomet; Paris 1929, 1950, 1979) und sein Werk über den Heiligenkult im maghrebinischen Islam (Culte des saints dans l'Islam maghrébin), das zuerst 1954 in der ethnographischen Gallimard-Reihe L’Espèce humaine erschien.
Sein Vies des saints musulmans (Paris 1942, 1981) ist ein Buch über die Biografien muslimischer Heiliger, das Leben von Persönlichkeiten enthält wie Ibrāhīm b. Edhem, Fudayl b. Iyāz, Bishr al-Khāfī, Sīr al-Sāqī, Yahyā b. Muāz al-Rāzī, Bāyazīd al-Bistāmī, Abū Bakr Shiblī sowie das Leben von Heiligen, die in späteren Perioden in Nordafrika aufwuchsen, wie Sīdī Bū Median, Sīdī Abū al-Abbas und Hirrālī. In dem Buch Mahomet et la tradition islamique (Paris 1955, 1975) sind das Leben des Propheten, sein Wirken, die islamische Tradition, Kriege, Eroberungen, Anbetung und Sekten die Themen, es wurde von Jean M. Watt unter dem Titel Muhammad and the Islamic Tradition (New York-London 1958) ins Englische übersetzt. Weitere seiner Bücher sind Contes fassis, Nouveaux contes fassis (Paris 1926, 1928, 1983), die er gemeinsam mit Muhammad al-Fāsī verfasst hat, sie behandeln in Marokko übliche Geschichten. Das Buch Contes kabyles (Paris 1945) enthält Geschichten aus der Region der Kabylen in Marokko. Les plus beaux textes arabes (Paris 1951, 1980) vereint, wie sein Titel besagt, „die schönsten arabischen Texte“, er gibt darin einen Überblick über die Meisterwerke der arabischen Literatur anhand einer Auswahl von ins Französische übersetzten Texten, von der vorislamischen Dichtung ('Antar, Mou'allaqât...) bis zu Texten aus der ersten Hälfte des 20. Jahrhunderts (Mahmoud Taymour, Mouwaïlihî, Taha Hussein...) aus einem weiten geografischen Gebiet, das Asien, Afrika, Europa und Amerika umfasst.

## Veröffentlichungen
- Claude d’Annebault, maréchal et amiral de France sous François Ier et Henri II, thèse de l’École des chartes, 1913[3].
- La Vie affective d’Olivier Minterne, Paris, Crès, 1917
- Melchisédech, suivi de Symiamire, Paris, La Connaissance, 1920.
- La Vie de Mahomet, éd. Librairie Plon, Paris, 1920, Collection Le Roman des Grandes Existences n° 23. Englische Übersetzung von Arabella Yorke
- Joseph de Maistre mystique: ses rapports avec le martinisme, l’illuminisme et la Franc-Maçonnerie, l’influence des doctrines mystiques et occultes sur la pensée religieuse, La Connaissance, 1923, 338 p. (Prix Bordin 1924 de l’Académie française)
- Introduction de La Franc-maçonnerie, Mémoire au duc de Brunswick, Rieder, 1925
- Les Quatre Demeures, La Connaissance, 1925
- La Vie admirable et les révélations de Marie des Vallées, d’après des textes inédits, Plon-Nourrit et Cie, 1926, 326 p.
- Thomas Morus et les Utopistes de la Renaissance, Les Petits-Fils de Plon et Nourrit, 1927, 280 p. (Prix Thérouanne 1928 de l’Académie française)
- Émile Dermenghem: Annebaut (Claude d’). In: Dictionnaire de Biographie française. Band 2: Aliénor – Antlup. Letouzey et Ané, Paris 1936, Sp. 1356–1358.
- Vies des Saints Musulmans, Alger, Baconnier, 1943, 308 p.
- Contes kabyles, récits contés par Saïd Laouadi, recueillis et commentés par Émile Dermenghem, Alger : Charlot, 1945, 214p.
- La Vie de Mahomet, Alger, Charlot, 1950, 326 p.
- Le Culte des saints dans l’Islam maghrébin, éd. Gallimard, Paris, 1954 (L’Espèce humaine), réédition 1982, ISBN 2-07-021066-9
- Mahomet et la tradition islamique, Paris, Le Seuil, Collections Microcosme „Maîtres spirituels“, 1955, 190 p.
- Le Pays des Ouled-Naïl, 1956, 12 p.
- Le Pays d’Abel : le Sahara des Ouled-Naïl, des Larbaâ et des Amour, Gallimard, 1960, 217 p.
- Mohammed in Selbstzeugnissen und Bilddokumenten. Rowohlt, 1960 (Mahomet et la tradition islamique; dt.) (Rowohlts Monographien 47)
- Notes sur les valeurs permanentes et actuelles de la civilisation musulmane : Témoignage de l’Islam, 1947

Zeitschriftenartikel
- « Un ministre de François Ier : la grandeur et la disgrâce de l’amiral Claude d’Annebault », dans la Revue du XVIe siècle, t. IX, 1922, p. 34–50.
- « Érasme et Thomas Morus contre Machiavel ou la politique et la morale », paru en 1926 dans Le Roseau d’or. (Biblisem)
- « Tlemcen mystique, saints et confréries », Richesses de France, Tlemcen Numéro 18, 1er t. 1954, Ed. Delmas, Bordeaux